# Shaft (Maryland)
Shaft es un lugar designado por el censo ubicado en el condado de Allegany en el estado estadounidense de Maryland. En el Censo de 2010 tenía una población de 235 habitantes y una densidad poblacional de 113,99 personas por km².

## Geografía
Shaft se encuentra ubicado en las coordenadas 39°37′19″N 78°56′20″O / 39.62194, -78.93889. Según la Oficina del Censo de los Estados Unidos, Shaft tiene una superficie total de 2.06 km², de la cual 2.04 km² corresponden a tierra firme y (1.26%) 0.03 km² es agua.

## Demografía
Según el censo de 2010, había 235 personas residiendo en Shaft. La densidad de población era de 113,99 hab./km². De los 235 habitantes, Shaft estaba compuesto por el 98.72% blancos, el 0% eran afroamericanos, el 0% eran amerindios, el 0.43% eran asiáticos, el 0% eran isleños del Pacífico, el 0% eran de otras razas y el 0.85% pertenecían a dos o más razas. Del total de la población el 0.85% eran hispanos o latinos de cualquier raza.